# Соловьёв, Вячеслав Валерьевич
Вячесла́в Вале́рьевич Соловьёв (12 марта 1970, Ярославль, Ярославская область, РСФСР, СССР — 2 декабря 2008, Ярославль, Ярославская область, Россия) — российский серийный убийца-отравитель. Убил с помощью яда 6 человек, включая собственную жену и родную дочь.

## Биография

### Приготовление к убийствам
В 2001—2002 годах житель Ярославля Вячеслав Соловьёв серьёзно заинтересовался воздействием ядов на человека. «Меня заинтересовало, что можно убить человека и не оставить никаких следов», — скажет Вячеслав Соловьёв в дальнейшем на следствии. Следователи считали, что интерес к этому он мог почерпнуть в  фильме «Настольная книга молодого отравителя», основанном на биографии реального серийного убийцы Грэма Янга, после чего приступил к поискам яда — изучал специальную литературу, искал информацию в Интернете, пытался самостоятельно синтезировать яд растительного происхождения, но не добился в этом деле успеха. Впоследствии, по сообщению прокуратуры, он купил на одном из предприятий области ряд ядовитых веществ, включая 400 граммов сульфата таллия и азида натрия, которые планировал использовать для убийств. Следствию так и не удалось установить конкретное место, где Соловьёв приобрел яд.
Отравление таллием затруднительно распознать, потому что по симптомам оно очень похоже на заболевание. Вероятно, выбор таллия в качестве яда возник у Соловьёва благодаря впечатлениям от прочтения детектива Агаты Кристи «Вилла „Белый конь“», где убийца использует таллий, причём особенно подчёркивается трудность установления факта отравления.

### Убийства
Первой жертвой Соловьёв выбрал свою жену Ольгу, с которой они были знакомы ещё со школы и прожили вместе 14 лет. Он некоторое время подбрасывал ей в еду небольшие порции яда, из-за чего 9 декабря 2003 года она скончалась. Врачи не смогли установить отравление.
Следующей жертвой должен был стать сосед Соловьёва, заподозренный им в краже аккумулятора, однако в результате трагического стечения обстоятельств отравленную красную икру из банки съела 14-летняя дочь Соловьёва — Настя. Будучи уже тяжело больной, она до последнего ходила в школу. 25 августа 2004 года, спустя 8 месяцев после безуспешных попыток вылечиться, девочка умерла. Соловьёв ничего не сообщил врачам об отравлении дочери.
Следующей жертвой серийного убийцы стала его гражданская жена Ирина Астахова. 3 мая 2005 года она скончалась в больнице, врачи обнаружили у женщины необратимые поражения печени и почек.
Соловьёв своеобразным образом «экспериментировал» с ядами, подсыпая их в небольшом количестве коллегам по работе, у которых внезапно начались проблемы со здоровьем — ломота в суставах, выпадение волос, рвота, диарея.
Летом 2006 года Соловьёв переехал жить к Оксане Гурьевой; женщина работала тренером по акробатике, у неё было двое маленьких дочерей. Вскоре и здесь он использовал яд — будучи в гостях у бабушки Оксаны, подсыпал таллий в графин. Крепкая здоровьем Оксана благополучно перенесла отравление, сочтя его тяжёлым осложнением гриппа, а её бабушка Таисия Иосифовна Гурьева умерла.
Следующее отравление было особенно дерзким — Соловьёв смог подсыпать таллий в кофе следователю Валерию Щербакову прямо на допросе по делу о драке, в которой Соловьёв принял участие. Щербаков умер 10 сентября 2006 года, врачи не установили факта отравления.
Следующими жертвами Соловьёв выбрал семью сестры Оксаны — он подсыпал таллий в банку, в которой они отстаивали воду для питья. Наталья Голубева и её муж Евгений выжили, пройдя курс лечения в больнице, а их годовалый сын Александр скончался. В этом случае появление одинаковых симптомов у целой семьи заинтересовало правоохранительные органы. Экспертиза установила, что имело место отравление солями таллия; следствие вышло на Соловьёва, вокруг которого слишком часто по подозрительным причинам погибали люди, а в сейфе в его рабочем кабинете был найден DVD-диск с фильмом «Настольная книга молодого отравителя». В марте 2007 года Вячеслав Соловьёв был арестован.

### Арест, следствие и суд
После первого заседания подсудимый совершил попытку самоубийства, вскрыв себе вены. По прошествии перерыва слушания возобновились. Экспертиза установила, что Соловьёв вменяем. Суд признал его виновным в 6 убийствах, совершённых с особой жестокостью, и ещё в стольких же покушениях. Перед оглашением приговора Соловьёв высказал своё раскаяние в преступлениях и сказал, что не будет просить прощения у потерпевших, так как они всё равно его не простят, и обратился к суду с просьбой не назначать ему в качестве меры наказания пожизненное заключение. Суд назначил Вячеславу Соловьёву наказание в виде пожизненного лишения свободы.
В ночь с 1 на 2 декабря 2008 года Вячеслав Соловьёв скончался в камере следственного изолятора. Судмедэкспертиза установила, что причиной смерти стала флегмона — гнойное воспаление подкожных тканей. Эксперты высказали мнение, что здоровье Соловьёва было к тому времени основательно подпорчено экспериментами с ядами, многие из которых он проверял на себе.

## В массовой культуре
- Выпуск «Господа отравители» телепередачи «Особо опасен!» (2007)
- Документальный фильм «Отравить и наблюдать» из цикла «Честный детектив» (2008)
- Документальный фильм «Смерть по рецепту» из цикла «Вне закона» (2008)
- Документальный фильм «Ядовитая вселенная» из цикла «Вне закона» (2008)
- Документальный фильм «Отравители. Муки смерти» из цикла «Детективные истории» (2009)
- Документальный фильм «Отравитель» из цикла «Криминальные хроники» (2009)
- Документальный фильм «Яд в подарок от ведьмы» из цикла «Детективные истории» (2009)
- Документальный фильм «Синяя Борода из Ярославля» из цикла «Пожизненно лишённые свободы» (2010)
- Документальный фильм «Таинственный отравитель» из цикла «По следу монстра» (2020)
- Что выдало серийного отравителя из Ярославля | ХОЛОД.ТРУКРАЙМ (2025)[9]